# Xiphocentron nesidion
Xiphocentron nesidion är en nattsländeart som beskrevs av Oliver S. Flint Jr. 1968. Xiphocentron nesidion ingår i släktet Xiphocentron och familjen Xiphocentronidae. Inga underarter finns listade i Catalogue of Life.